# Zmatky chovance Törlesse
Zmatky chovance Törlesse (v německém originále Die Verwirrungen des Zöglings Törless) je románová prvotina rakouského spisovatele Roberta Musila vydaná v roce 1906. Záhy dosáhla značného úspěchu a etablovala Musila jako literáta; vyvolala i veřejný skandál zobrazením šikany a homosexuálních praktik na chlapeckém internátě.
Expresionistický příběh, napsaný dle autorových slov „z dlouhé chvíle“, líčí prožitky mladého kadeta rakousko-uherské internátní školy (Musil vychází ze své vlastní zkušenosti s Vojenskou vyšší reálkou, něm. Militär-Oberrealschule v Hranicích, kterou navštěvoval v létech 1894–1897): jeho zrání a morální a ideové tápání mezi konvenční společností a vlastními představami o světě stejně jako první sexuální zkušenosti.
V tomto díle Musil poprvé nastínil obraz zkázy měšťanského světa a zhroucení světového řádu, který později rozpracoval v trojdílném románu Muž bez vlastností.
Český překlad Jitky Bodlákové s doslovem Růženy Grebeníčkové byl vydán v roce 1967 (Mladá fronta) a reeditován r. 1993 (Mladá fronta, ISBN 80-204-0379-5). V roce 2011 román vyšel v překladu Radovana Charváta v nakladatelství Argo.

## Obsah díla
Tři kadeti Reiting, Beineberg a Törless přistihnou spolužáka Basiniho při krádeži. Pod pohrůžkou udání ho začínají trestat. Zatímco Beineberg a Reiting Basiniho nízce využívají, znásilňují, později mučí a šikanují a nakonec, zcela zbaveného důstojnosti, předhodí celé třídě, Törless využívá jeho strašné zkušenosti k hlubším meditacím o povaze provinění a možnostech nápravy. Sám je po většinu příběhu pasivní (podobně jako Ulrich v románu Muž bez vlastností), pouze ve chvíli, kdy trýznění Basiniho jak se zdá přestupuje všechny meze, dodá mu odvahy, aby se ke krádeži veřejně přiznal. Törless žádá rodiče, aby ho z internátu odebrali, a román končí, když odtud Törless i Basini odcházejí.
Dalšími liniemi románu jsou Törlessovy prožitky u poloviční prostitutky Boženy a jeho analýza morálních hodnot a postojů vlastních rodičů.